# Wigginton (Hertfordshire)
Wigginton – wieś w Anglii, w hrabstwie Hertfordshire, w dystrykcie Dacorum. Leży 39 km na zachód od miasta Hertford i 47 km na północny zachód od centrum Londynu.